# Tumby Bay District Council
Koordinaten: 34° 23′ S, 136° 6′ O

Der Tumby Bay District Council ist ein lokales Verwaltungsgebiet (LGA) im australischen Bundesstaat South Australia. Das Gebiet ist 2616 km² groß und hat etwa 2600 Einwohner (2016).
Tumby Bay liegt im Südosten der Eyre-Halbinsel etwa 240 Kilometer Luftlinie nordwestlich der Metropole Adelaide. Das Gebiet beinhaltet 25 Ortsteile und Ortschaften: Brooker, Butler, Butler Tanks, Carrow, Cockaleechie, Dixson, Hutchison, Koppio, Lipson, Lipson Cove, Moody, Moreenia, Mount Hill, Nicholls, Port Neil, Redcliff’s, Stokes, Thuruna, Trinity Haven, Tumby Bay, Ungarra, Uranno, Waratta Vale, Yallunda Flat und Yaranyacka. Der Verwaltungssitz des Councils befindet sich in der Ortschaft Tumby Bay im Südosten der LGA am Spencer-Golf.

## Verwaltung
Der Council von Tumby Bay hat acht Mitglieder, die sieben Councillor und der Vorsitzende (Chairman) des Councils werden von den Bewohnern der LGA gewählt. Tumby Bay ist nicht in Bezirke untergliedert.